# Matt Denny
Matthew Denny (ur. 2 czerwca 1996 w Toowoombie) – australijski lekkoatleta, dyskobol.
W 2013 został mistrzem świata juniorów młodszych w rzucie dyskiem oraz zdobył brązowy medal w rzucie młotem. Dwa lata później zdobył srebrny medal uniwersjady w rzucie dyskiem.
Złoty medalista mistrzostw Australii.
Rekordy życiowe: rzut dyskiem – 74,78 (13 kwietnia 2025, Ramona w stanie Oklahoma) rekord Australii i Oceanii, 2. wynik w historii światowej lekkoatletyki; rzut młotem – 74,88 (8 kwietnia 2018, Gold Coast).

## Osiągnięcia
| Rok  | Impreza                               | Miejsce        | Konkurencja  | Pozycja           | Wynik |
| ---- | ------------------------------------- | -------------- | ------------ | ----------------- | ----- |
| 2013 | Mistrzostwa świata juniorów młodszych | Donieck        | rzut dyskiem | 1. miejsce        | 67,54 |
| 2013 | Mistrzostwa świata juniorów młodszych | Donieck        | rzut młotem  | 3. miejsce        | 78,67 |
| 2014 | Mistrzostwa świata juniorów           | Eugene         | rzut dyskiem | 4. miejsce        | 62,73 |
| 2014 | Mistrzostwa świata juniorów           | Eugene         | rzut młotem  | el. – 23. miejsce | 69,16 |
| 2015 | Uniwersjada                           | Gwangju        | rzut dyskiem | 2. miejsce        | 62,58 |
| 2016 | Igrzyska olimpijskie                  | Rio de Janeiro | rzut dyskiem | el. – 19. miejsce | 61,16 |
| 2018 | Igrzyska Wspólnoty Narodów            | Gold Coast     | rzut dyskiem | 4. miejsce        | 62,53 |
| 2018 | Igrzyska Wspólnoty Narodów            | Gold Coast     | rzut młotem  | 2. miejsce        | 74,88 |
| 2018 | Puchar interkontynentalny             | Ostrawa        | rzut dyskiem | 2. miejsce        | 63,99 |
| 2019 | Uniwersjada                           | Neapol         | rzut dyskiem | 1. miejsce        | 65,27 |
| 2019 | Mistrzostwa świata                    | Doha           | rzut dyskiem | 6. miejsce        | 65,43 |
| 2021 | Igrzyska olimpijskie                  | Tokio          | rzut dyskiem | 4. miejsce        | 67,02 |
| 2022 | Mistrzostwa świata                    | Eugene         | rzut dyskiem | 6. miejsce        | 66,47 |
| 2022 | Igrzyska Wspólnoty Narodów            | Birmingham     | rzut dyskiem | 1. miejsce        | 67,26 |
| 2023 | Mistrzostwa świata                    | Budapeszt      | rzut dyskiem | 4. miejsce        | 68,24 |
| 2024 | Igrzyska olimpijskie                  | Paryż          | rzut dyskiem | 3. miejsce        | 69,31 |